# Estomiformes

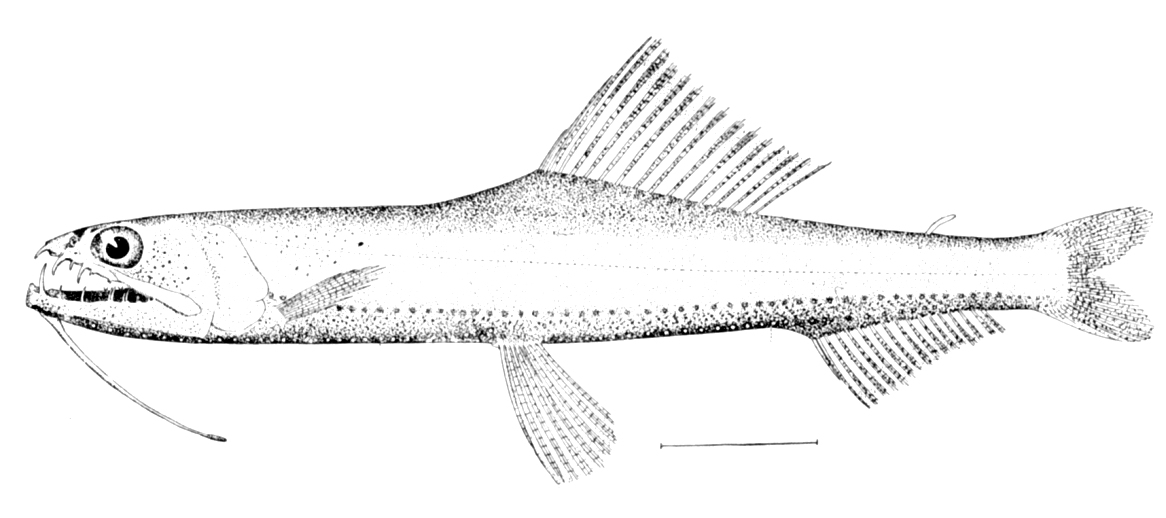
Astronesthes gemmifer

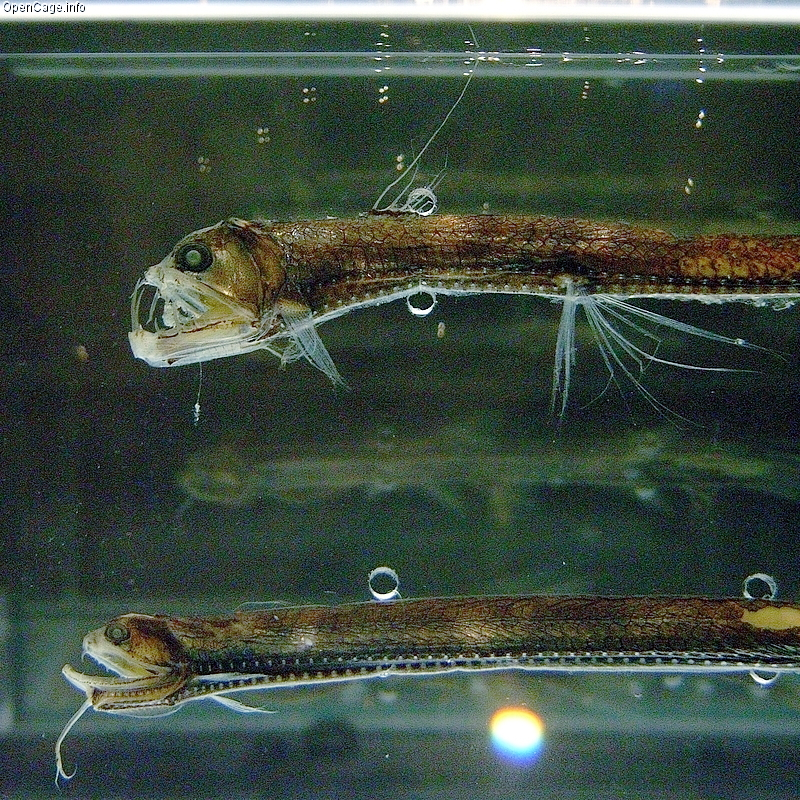
Chauliodus sloani

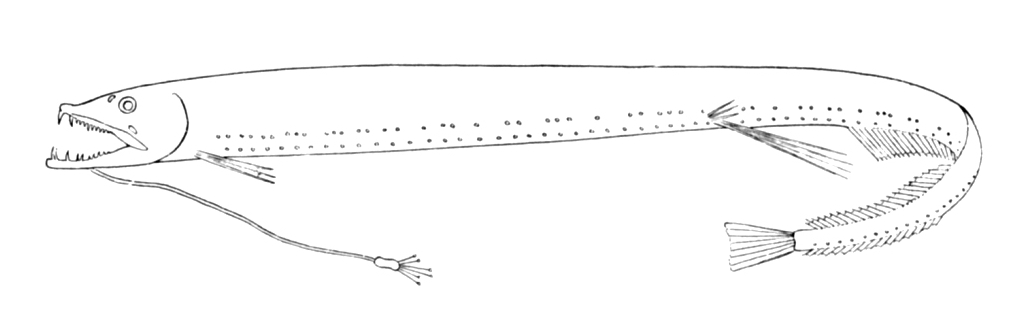
Eustomias obscurus

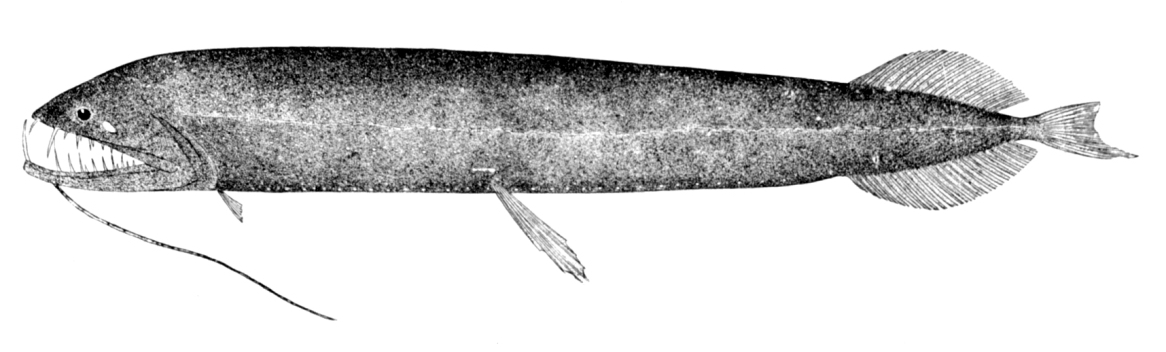
Grammatostomias dentatus

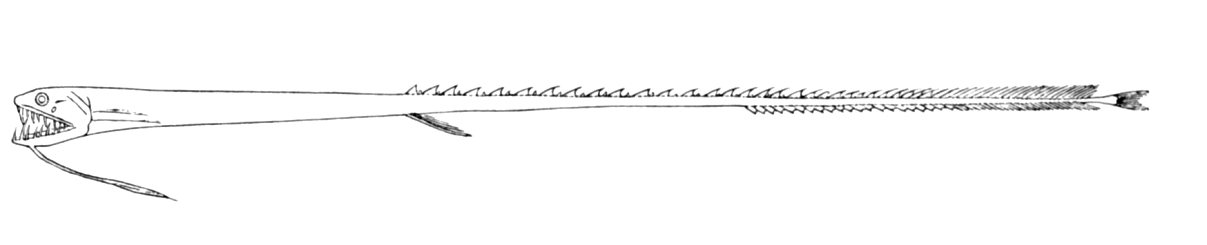
Idiacanthus fasciola

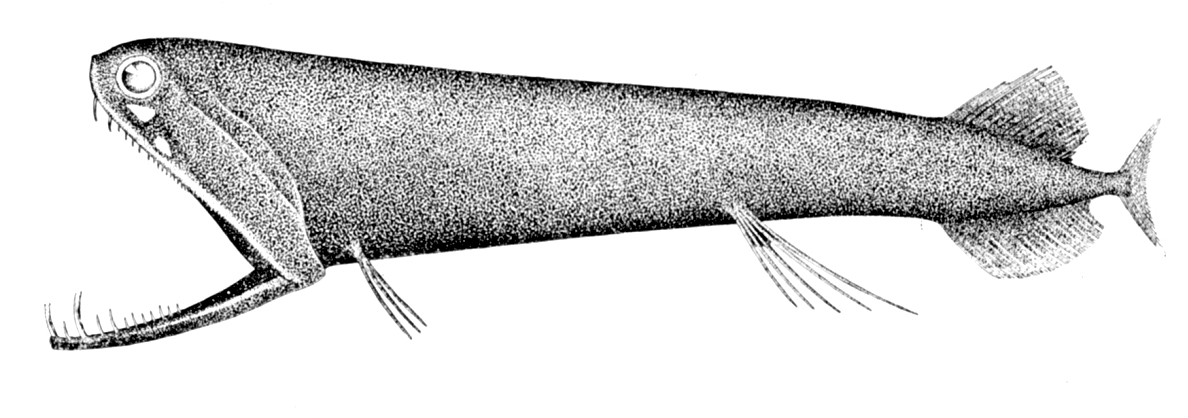
Malacosteus niger

Els estomiformes (Stomiiformes) són un ordre de peixos marins i abissals poc evolucionats i amb òrgans luminescents.

## Morfologia
- L'espècie més petita és Cyclothone pygmaeae (1,5 cm de longitud), mentre que la més grossa és Opostomias micripnis (50 cm).[2]
- La majoria de les seues espècies són de color marró fosc o negre, mentre que unes poques són de color platejat.[3]
- Tots els seus membres tenen òrgans luminescents i els raigs que emeten poden ser grocs, blancs, violetes o vermells.[2]

## Reproducció
Els estomiformes fresen, generalment, en aigües profundes però els ous suren cap a la superfície de l'oceà i és allà on es desclouen. Quan les larves completen llur metamorfosi, descendeixen a la regió abissal. Alguns membres d'aquest ordre (especialment en els gèneres Gonostoma i Cyclothone) canvien de sexe durant llur existència: neixen mascles i, més tard, es transformaran en femelles.

## Hàbitat
La majoria de les espècies d'aquest ordre són bentòniques i viuen tant en aigües subtropicals com temperades o polars.

## Classificació
L'ordre dels estomiformes està format per 416 espècies, classificades en 4 famílies i 52 gèneres:
Ordre Stomiiformes
- Família Gonostomatidae (34 espècies)
  - Bonapartia
  - Cyclothone
  - Diplophos
  - Gonostoma
  - Manducus
  - Margrethia
  - Sigmops
  - Triplophos
- Família Phosichthyidae (24 espècies)
  - Ichthyococcus
  - Phosichthys
  - Pollichthys
  - Polymetme
  - Vinciguerria
  - Woodsia
  - Yarrella
- Família Sternoptychidae (74 espècies)
  - Araiophos
  - Argyripnus
  - Argyropelecus
  - Danaphos
  - Maurolicus
  - Polyipnus
  - Sonoda
  - Sternoptyx
  - Thorophos
  - Valenciennellus
- Família Stomiidae (284 espècies)[4][5][6][7][8]
  - Aristostomias
  - Astronesthes
  - Bathophilus
  - Borostomias
  - Chauliodus
  - Chirostomias
  - Echiostoma
  - Eupogonesthes
  - Eustomias
  - Flagellostomias
  - Grammatostomias
  - Heterophotus
  - Idiacanthus
  - Leptostomias
  - Malacosteus
  - Melanostomias
  - Neonesthes
  - Odontostomias
  - Opostomias
  - Pachystomias
  - Photonectes
  - Photostomias
  - Rhadinesthes
  - Stomias
  - Tactostoma
  - Thysanactis
  - Trigonolampa